# Le tardone
Le tardone (Las otoñales) è un film del 1964, diretto da Marino Girolami, diviso in cinque episodi (ma in alcuni passaggi televisivi è stato tagliato il terzo) aventi come filo conduttore le vicissitudini di alcune donne di mezza età. Gli episodi sono di taglio molto diverso: il primo è comico con risvolti malinconici, il secondo farsesco, il terzo romantico, il quarto serio e quasi drammatico, il quinto brillante.

## Episodi

### La svitata
Annalena, un'estroversa vedova, è continuamente vittima delle feroci burle organizzate dalla scatenata Carletta e dai suoi amici. L'ennesimo scherzo consiste nel far credere ad Annalena che il giovane Giancarlo sia innamorato di lei: durante un incontro, però, il buffo vecchietto soprannominato "Capannelle"  dovrebbe sostituirsi al giovane nel letto della donna. Le cose però vanno diversamente: infatti Giancarlo e Annalena si innamorano veramente e iniziano una relazione seria.

### Un delitto quasi perfetto
Due maldestri veterinari, specializzati nella soppressione indolore di animali domestici, vengono contattati da un giovane marito intenzionato a disfarsi della moglie ricca, obesa e petulante. Ma la donna, complice l'inettitudine dei due, riesce a sopravvivere ai vari tentativi di omicidio messi in atto: e alla fine sarà proprio lei a rimanere vedova .

### Quaranta ma non li dimostra
Rossana, un'attrice quarantenne che ormai riceve poche proposte di lavoro, viene contattata per interpretare il ruolo di una ragazza molto più giovane di lei, e dopo qualche esitazione accetta. Durante una pausa delle riprese si rifugia su una spiaggia e fa amicizia con Bortolo, un simpatico pescatore chioggiotto, il quale, scambiandola per una ventenne a causa del trucco di scena, finisce per innamorarsi di lei. Dopo un pranzo improvvisato e un bacio, la donna scompare ma il pescatore, avendo letto il suo indirizzo su una busta dimenticata, si presenta a casa di Rossana e la scambia per la madre della ragazza che pensava di conoscere. L'attrice, benché anch'essa innamorata, non ha il coraggio di rivelargli la verità e afferma che sua figlia è partita per un lungo viaggio.

### Canto flamenco
Carla, matura proprietaria di un locale notturno di Trastevere, intrattiene da tempo una relazione con Giorgio, il giovane pianista alle sue dipendenze. Durante uno spettacolo sul tema del flamenco, Giorgio si innamora della giovane cantante spagnola Carmen e i due progettano di fuggire insieme. Ma Carla, gelosa e possessiva, non intende rinunciare al suo amato e si reca dalla rivale prospettandole una vita di coppia meno felice e meno idealizzata di quanto lei penserebbe. Carmen non si sente all'altezza di sostituire il particolare ruolo, a metà fra quello di amante e quello di madre, che Carla svolge per Giorgio e preferisce abbandonare il giovane.In questo episodio il ruolo di barman è interpretato da Enzo Russano.

### L'armadio
Un impiegato di un mobilificio, talmente pigro al punto di farsi sorprendere addormentato nei cassetti, dopo aver ricevuto l'ennesimo richiamo del direttore è costretto ad accettare una proposta avanzatagli da quest'ultimo per evitare il licenziamento: farsi trovare nell'armadio di casa e fingersi l'amante dell'insopportabile moglie, in modo che il direttore possa avere un pretesto per chiedere la separazione. L'impiegato accetta, ma una volta recatosi in casa scopre che l'insospettabile signora ha già quattro amanti, che finiscono uno dopo l'altro chiusi nell'armadio. In ogni modo tutto sembra risolversi, finché l'impiegato non scopre a sua volta il direttore nascosto nell'armadio della sua procace fidanzata.